# Віктор Стаселович
Віктор Стаселович (28 травня 1994) — білоруський плавець.
Учасник Олімпійських Ігор 2016 року.
Призер Чемпіонату Європи з плавання на короткій воді 2015, 2019 років.